# Fésűs Éva
Fésűs Éva (asszonynevén Temesi Lajosné, Cegléd, 1926. május 14. – Kaposvár, 2019. február 21.) Kossuth-díjas magyar írónő, meseíró, gyorsíró.

## Életrajza
Három éves korától Kiskunhalason élt, a Kossuth utcában laktak. A katolikus elemit és polgárit itt végezte. Édesapja munkája miatt Vácra költöztek. 1950-től haláláig Kaposvárott élt.
Kereskedelmi középiskolában szerzett érettségit. Gép-gyorsírás tanári oklevéllel is rendelkezett.
Nyugdíjazásáig gyors- és gépírónőként dolgozott, ami mellett írással is foglalkozott. 2019. április 8-adikán helyezték örök nyugalomra a kaposvári Keleti temetőben.

## Magánélete
1950-ben kötött házasságot Temesi Lajossal. Három gyermekétől 2016-ig hivatalos oldala szerint 12 unokája és 14 dédunokája született.

## Munkái

### Rádiós
- 1958 Toppantó királykisasszony
- 1958-1959 Jó éjszakát, gyerekek
- 1961-1963 Óvodások műsora
- 1961-1965 Kukkantó
- 1965 Csacsi Tóni és Tüskeböki; Csupafül esti meséi
- 1966-1969 Meseposta
- 1971-1973 Így kell járni
- 1973 Ki játszik körbe...
- 1974 Meglepetés a Télapónak
- 1975 Tapsikáné fülönfüggője
- 1976 A ripityomi farkasnyom
- 1977 Aranypofácska
- 1979 Én elmegyek, te itt maradsz!
- 1983 Gyerünk a víz alá!

### TV-s
- Csupafül esti meséi
- Minibocs
- A csodálatos nyúlcipő
- A palacsintás király (1973)
- Csaló az üveghegyen (1976)
- Nyúl a cilinderben (1983)
- Tapsikáné fülönfüggője (1985)

### Könyvei
- 1968 – Csupafül
- 1986 – A teknősbéka bánata
- 1987 – A "becsületes" megtalálók
- 1987, 2001, 2002, 2006, 2007, 2009 – Az ezüsthegedű
- 1989, 2006 – Minibocs
- 1997, 2009 – Aranypofácska
- 1998 – Tündérjárta mesetájon
- 1991 – Az ispilángi rózsafa
- 1991, 2006, 2009 – Csupafül 22 meséje
- 1998 – A csodálatos nyúlcipő
- 1999, 2009 – A palacsintás király
- 1999 – Mesebatyu
- 2000 – Nyúl a cilinderben
- 2000 – Tapsikáné fülönfüggője
- 2001 – A zselici rét alatt (gyermekversek)
- 2001 – Toportyán Tódor a mezei könyvnapon
- 2002 – Csaló az üveghegyen
- 2004 – Szeretném elmondani még... (versek)
- 2006 – Hamupipőke cipőjében
- 2007 – Ajnácska és az aligvári cselszövők. Fésűs Éva meséje; Arcus, Verőce, 2015
- 2009 – Csepp víz (válogatott versek)
- 2012 - A békakirály inge (versek gyerekeknek)
- 2012 - Mesebeszéd (A harangvirág csengettyűje és más történetek)
- 2013 - Széllelbélelt mesekönyv
- 2014 - Kukkantó manó és a kerekerdő titkai
- Csepp víz. Összegyűjtött versek; Szt. István Társulat, Bp., 2016
- A furfangos nyuszi; Arcus, Verőce, 2016
- Mese volt az életem. Fésűs Évával beszélget Veress Katalin; Kairosz, Bp., 2016 (Miért hiszek?)
- Kristályvirág; Kairosz, Bp., 2017

### További munkái
1959-től a Dörmögő Dömötör gyermekújságban versei, meséi, 1966-ban az RTV évkönyvében A csodálatos nyúlcipő címen öt verse jelent meg. Endrényi Magdával közös munkáját, a Róka Móka bábszínházát, 1972-ben adta ki az RTV-Minerva. A Gyermekrádió Mi van a varázsdobozban? műsorában A kíváncsi királykisasszony, Az üveghegyen innen és túl műsorban pedig a Csaló az üveghegyen című munkái hangzottak el. Meséi olvashatóak a Móra kiadó által kiadott 1974-es Csupa új mese, az 1976-os Csupa mese, valamint az 1978-as Csupa újdonatúj mese című antológiákban.

### Színdarabok
- A csodálatos nyúlcipő (1978, 1984, 1991, 1996)
- Kristályvirág (1980, 1983)
- Ajnácska (1993)

## Elismerései
- A Magyar Rádió Nívódíja a Csupafül, valamint az Aranypofácska című darabokért
- A Magyar Televízió Nívódíja a Palacsintás királyért
- Művészeti díj előbb a Szakszervezetek Megyei Tanácsától 1984-ben, majd a Somogy Megyei 1989-ben
- Kaposvár Szolgálatáért (1994)
- A Közbiztonsági Érdemrend arany fokozata (az Így kell járni című százrészes sorozatért)
- Életműdíj a Gyermekkönyvek Nemzetközi Tanácsa részéről (2001)
- Kaposvár díszpolgára (2004)
- Köztársasági Érdemrend tisztikeresztje (2006)
- Területi Prima díj – Somogy megye (2008)
- Kossuth-díj (2017)
- Vác díszpolgára (2017)